# Władimir Orłow (łyżwiarz)
Władimir Aleksandrowicz Orłow (ros. Владимир Александрович Орлов; ur. 2 grudnia 1938 w Moskwie) – rosyjski łyżwiarz szybki reprezentujący ZSRR, srebrny medalista olimpijski.

## Kariera
Największy sukces w karierze Władimir Orłow osiągnął w 1964 roku, kiedy podczas igrzysk olimpijskich w Innsbrucku zdobył srebrny medal w biegu na 500 m. W zawodach tych wyprzedził go jedynie Amerykanin Terry McDermott. Ex aequo z Orłowem drugie miejsce zajął jego rodak Jewgienij Griszyn oraz Norweg Alv Gjestvang. Był jedyny start olimpijski Orłowa. Nigdy nie wystąpił na mistrzostwach świata. W latach 1962 i 1966 zdobywał srebrne medale mistrzostw ZSRR na dystansie 500 m.